# Vilmány
Vilmány es un pueblo húngaro perteneciente al distrito de Gönc, condado de Borsod-Abaúj-Zemplén.

## Superficie
Cuenta con una superficie de 12,51 km².

## Demografía
Hasta 2024 la población era de 1435 habitantes, con una densidad de población de 114,70 hab/km².
| Gráfica de evolución demográfica de Vilmány entre 2020 y 2024 |
|                                                               |
| Datos según la Oficina Central de Estadística de Hungría.     |